# Trechus luculentus
Trechus luculentus är en skalbaggsart som beskrevs av Barr. Trechus luculentus ingår i släktet Trechus och familjen jordlöpare. Inga underarter finns listade i Catalogue of Life.